# 吳秀妍
吳秀妍（韓語：오수연，1968年10月4日—），韓國電視劇編劇。

## 作品列表

### 電視劇
- 1996年：KBS《爸爸》
- 2000年：KBS《藍色生死戀》
- 2001年：MBC《醫家四姐妹》
- 2002年：KBS《冬季戀歌》
- 2003年：MBC《情書》
- 2005年：KBS《結婚》
- 2008年：SBS《明星的戀人》
- 2012年：KBS《愛情雨》

## 外部連結
- NAVER